# Tim Cahill
Tim Cahill (født 6. december 1979 i Sydney) er en australsk fodboldspiller, der spiller i Millwall og på Australiens fodboldlandshold, primært på den offensive midtbane. Ved VM i fodbold 2006 scorede han det første mål nogensinde for Australien ved en VM-slutrunde i en kamp mod Japan. Cahill blev skiftet ind i 2. halvleg ved stillingen 1-0 til Japan, men Cahill scorede to mål og lagde op til det sidste, så kampen endte 3-1 til Australien. Han deltog også ved VM i 2010 i Sydafrika, VM 2014 i Brasilien og VM 2018 i Rusland.
Han er bror til Chris Cahill fra St. George Saints Football Club.